# Mount Davies
Mount Davies är ett berg i Australien. Det ligger i regionen Anangu Pitjantjatjara och delstaten South Australia, omkring 1 300 kilometer nordväst om delstatshuvudstaden Adelaide. Toppen på Mount Davies är 1 043 meter över havet.
Mount Davies är den högsta punkten i trakten. Trakten runt Mount Davies är nära nog obefolkad, med mindre än två invånare per kvadratkilometer.. Det finns inga samhällen i närheten.
Omgivningarna runt Mount Davies är i huvudsak ett öppet busklandskap. Genomsnittlig årsnederbörd är 306 millimeter. Den regnigaste månaden är februari, med i genomsnitt 56 mm nederbörd, och den torraste är juli, med 4 mm nederbörd.